# Elisabeth Tamm
Elisabeth Tamm, i riksdagen kallad Tamm i Fogelstad, född 30 juni 1880 på godset Fogelstad i Julita socken, Södermanlands län, död 23 september 1958 på samma plats, var en förgrundsfigur inom svensk feminism och en vänsterliberal politiker i frisinnade landsföreningen. 1916 utsågs hon till ordförande i Julita kommunalnämnd, inom Julita landskommun, och blev landets första kvinna på den posten. Senare var hon en av de första kvinnorna som valdes in i riksdagen 1922 (jämte Nelly Thüring, Bertha Wellin, Agda Östlund och Kerstin Hesselgren). Hon var en av grundarna till Kvinnliga medborgarskolan vid Fogelstad 1925, samt medarbetare i de feministiska tidningarna Tidevarvet och Vi kvinnor.

## Biografi

### Familjebakgrund
Elisabeth Tamms far, August Tamm, var ryttmästare i armén och godsägare. Han satt i riksdagen under åren 1900–1905 för första kammarens minoritetsparti (de konservativa). Vidare var hon sondotter till Adolf Gustaf Tamm och sonsons dotter till affärsmannen Per Adolf Tamm, som föddes Tham men som kom att ändra sitt namn till Tamm under början av 1800-talet. Elisabeth Tamms mor, Emma Åkerhielm af Margretelund, var friherrinna, och dotter till landshövdingen Carl Åkerhielm af Margretelund och Aurora Charlotta Skjöldebrand.

### Tidiga år

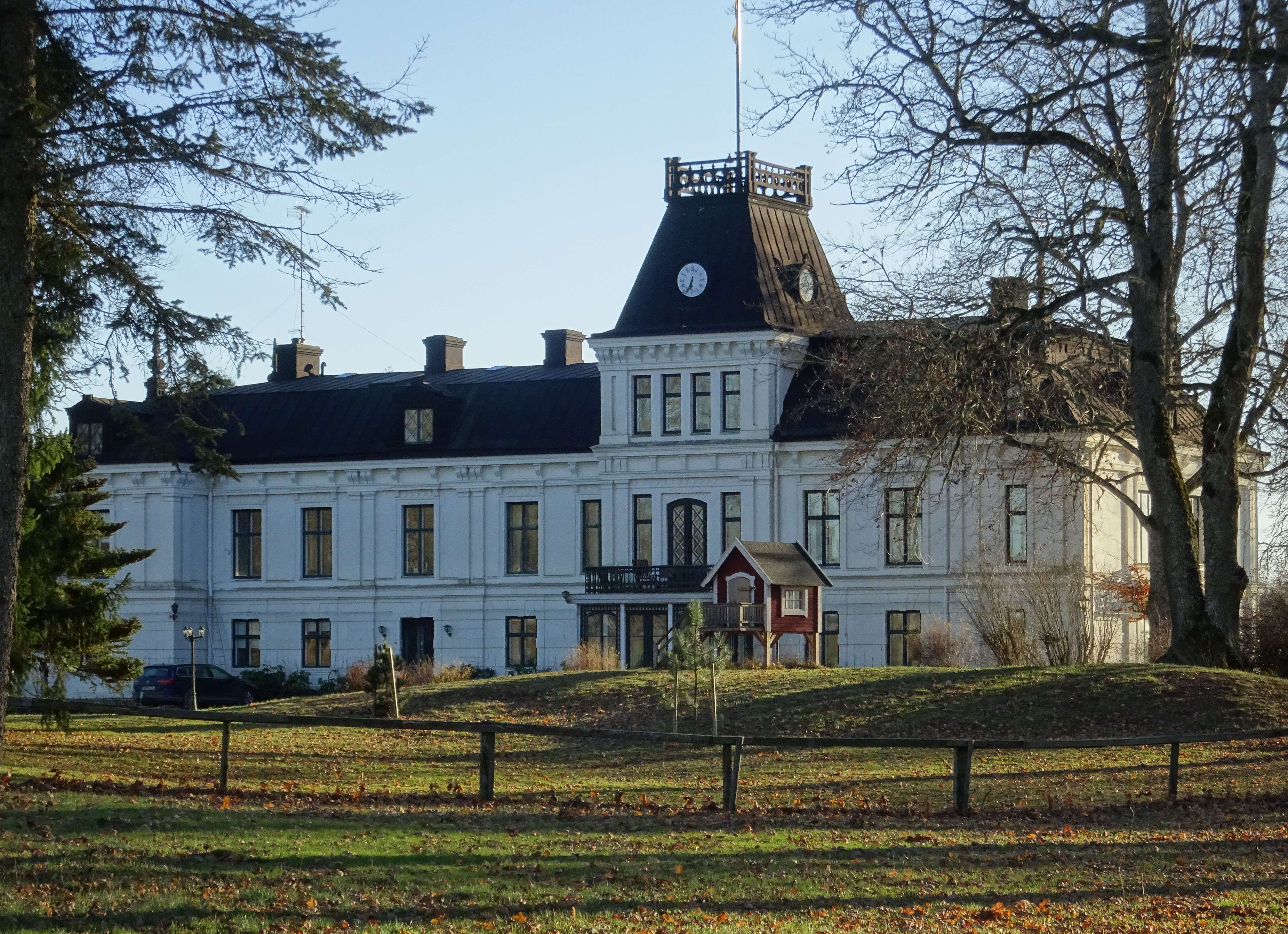
Tamms barndomshem Fogelstad.

Elisabeth Tamm föddes 1880 på godset Fogelstad i Julita, beläget i Södermanland. Hemmet var strängt och konservativt.[källa behövs] Elisabeth Tamm och hennes syster Märta fick ingen formell utbildning utan utbildades i hemmet av guvernanter och informatorer. Fadern undervisade också systrarna om hur Fogelstad skulle skötas och de fick lära sig olika praktiska sysslor som hörde godset till. Elisabeth Tamm var mycket intresserad av historia och politik och ville utbilda sig på universitet och hon fick under en kort period delta i seminarier och föreläsningar vid Uppsala universitet. År 1905 avled August Tamm och Elisabeth Tamm blev tvungen att bestämma om hon skulle fortsätta de akademiska studierna eller om hon skulle ta över skötseln av godset. Hon valde då att överta sin fars roll som godsägare.

## Politisk karriär

### Tidigt politiskt engagemang
Elisabeth Tamm intresserade sig i tidiga år för politik och sin fars politiska karriär i kommunal- och landstingspolitiken. Då han blev riksdagsledamot besökte hon honom gärna i Stockholm. Hon började då också genom vänner att intressera sig för kvinnorörelsen och folkbildningen. Det var som ledamot av styrelsen i Julita föreläsningsförening hon påbörjade sin långa föreningsverksamhet. Och det var genom folkbildningen hon första gångerna fick träffa kvinnorörelsens förgrundsgestalt Lydia Wahlström och yrkesinspektrisen och senare politikern Kerstin Hesselgren.

### Politisk verksamhet
Tack vare att hon ägde Fogelstad och att rösträttsreformen 1907–1909 gjorde kvinnor med rösträtt valbara till kommunala församlingar började Elisabeth Tamm sin politiska bana i kommunal- och landstingspolitiken. Här kom hon framför allt att arbeta med sociala frågor och den för henne så viktiga jordfrågan. Jordfrågan handlade för Elisabeth Tamm framför allt om hur jorden skulle brukas i balans med naturen för såväl människornas som samhällets bästa. Hon var vice ordförande i Julita kommunalstämma från 1913 och när hon 1916 utsågs till ordförande i Julita kommunalnämnd blev hon landets första kvinna på den posten. Tre år senare valdes hon också till ledamot av landstingsfullmäktige i Södermanlands län, ett uppdrag hon hade till 1930. Bland annat var hon ordförande för Södermanlands länsförbund av Frisinnade kvinnors riksförbund 1922–1931. Förbundet hette först Frisinnade kvinnor, men 1931 ändrades namnet till Svenska Kvinnors Vänsterförbund. 
Tamm blev riksdagsledamot 1922–1924 för Södermanlands läns valkrets och var en av de fem första kvinnor som valdes in i riksdagen efter kvinnliga rösträttens införande 1921. Hon var en av fyra kvinnor i andra kammaren, Kerstin Hesselgren – under en tid ordförande i Svenska Kvinnors Vänsterförbund - satt ensam i första kammaren. Hon invaldes i kammaren samtidigt som socialdemokraterna Nelly Thüring och Agda Östlund samt högerpartisten Bertha Wellin.
Vid den liberala partisprängningen 1923, som också ledde till att liberala samlingspartiet upplöstes som riksdagsparti, valde hon att stå utanför de två nya liberala riksdagsgrupperna och betecknade sig 1924 som frisinnad vilde. Under sina tre år i riksdagen var Elisabeth Tamm ledamot av andra kammarens fjärde tillfälliga utskott. Hon skrev fem motioner som rörde kvinnliga befattningshavares löne- och pensionsvillkor samt kvinnas behörighet att inneha statstjänst. Även om riksdagstiden kom att bli kort deltog hon i de stora debatterna som berörde kvinnorna under mandatperioden, nämligen förbudsomröstningen, kvinnas behörighet att inneha statstjänst, folkomröstningen om rusdrycksförbud och medborgarskapsfrågan. Hon debatterade också flera andra kvinnofrågor, exempelvis förbättrad mödravård. Under riksdagstiden var hon ledamot av inkomstskattesakkunniga under åren 1921–1923.
Efter sin tid i riksdagen fortsatte Elisabeth Tamm sitt kommunalpolitiska engagemang och hon valdes till ordförande i Julita kommunalstämma 1933. År 1936 slutade hon med kommunalpolitiken på grund av sjukdom.

### Feminism och senare liv

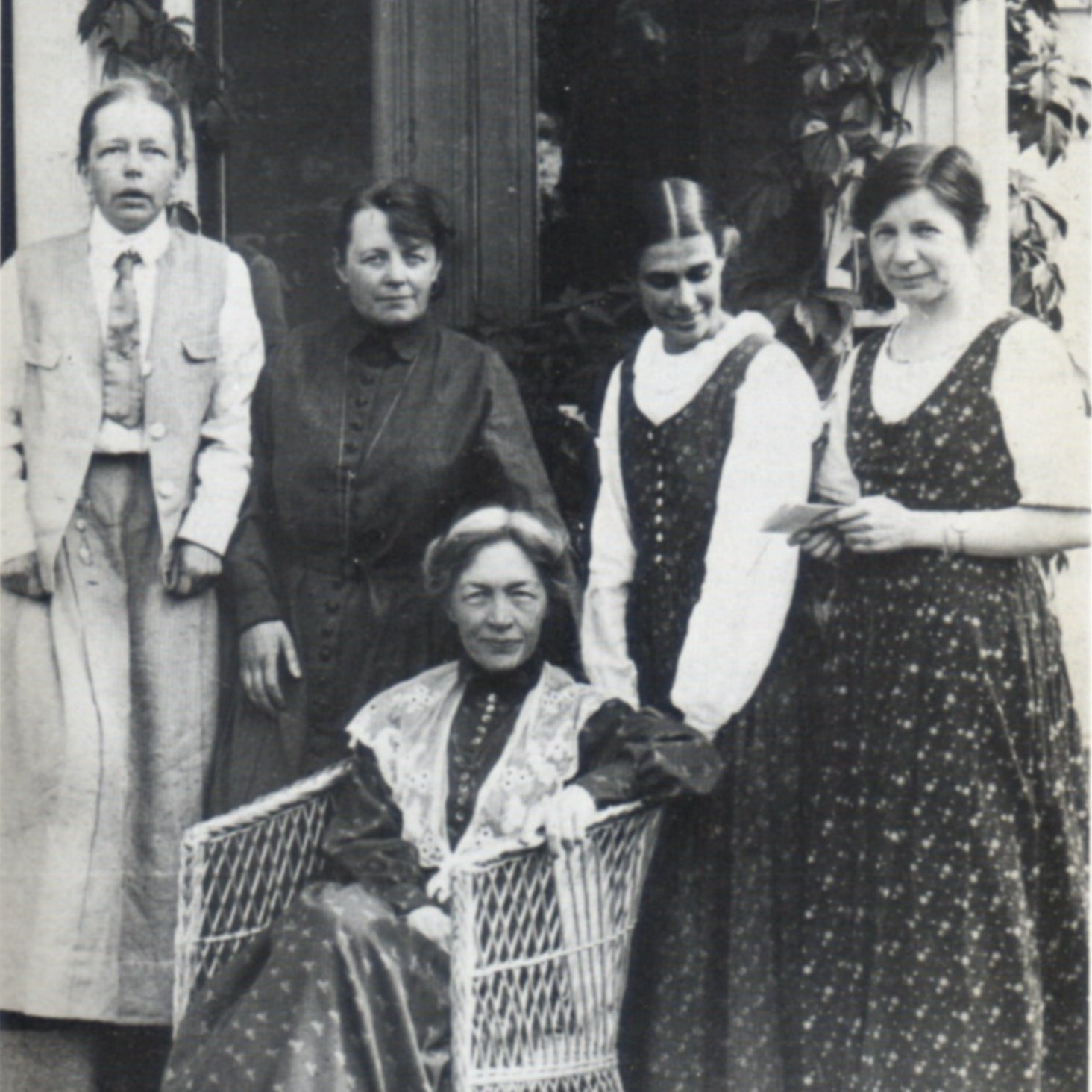
Från vänster: Elisabeth Tamm, Ada Nilsson, Kerstin Hesselgren (sittande), Honorine Hermelin, Elin Wägner.

Tamm var medarbetare i de feministiska tidskrifterna Tidevarvet och Vi kvinnor och hon var 1925 initiativtagare till Kvinnliga Medborgarskolan på Fogelstad, där hon sedan spelade en stor roll som skolans ordförande. Syftet med medborgarskolan var att utbilda kvinnor i medborgarskap och mobilisera dem att ta del av sina nyvunna rättigheter. Gruppen kring medborgarskolan var förutom Elisabeth Tamm läkaren Ada Nilsson, rektor för skolan Honorine Hermelin, redaktören och författaren Elin Wägner och yrkesinspektrisen och politikern Kerstin Hesselgren. Den första kursen hölls sommaren 1922 och därefter hölls regelbundna kurser mellan åren 1925 och 1954. Kvinnliga medborgarskolan vid Fogelstad gav både långa och kortare kurser i historia, psykologi och samhällsorienterande ämnen. Kursdeltagarna bjöds också på kulturella upplevelser och praktisk kunskap i exempelvis muntlig framställning. Elisabeth Tamm upplät en av byggnaderna på Fogelstad till medborgarskolan, dess personal och gäster.

## Den privata sfären

### Död
Tamm avled den 23 september 1958, vid 78 års ålder, i Julita socken. Hon gravsattes på Julita kyrkogård. Gravplatsen kulturminnesmärktes av länsstyrelsen 2020.

## Eftermäle och minnen
Elisabeth Tamm uppfattades i sin samtid som en färgstark och handlingskraftig feminist. Hon engagerade sig också i ekologiska frågor och skrev 1940 boken Fred med jorden ihop med Elin Wägner. 
Tamm har uppmärksammats postumt, framför allt i samband med 100-årsjubileumet av kvinnlig rösträtt. Jämte de övriga kvinnopolitiska pionjärerna har hon bland annat skildrats i SVT-dokumentären "Första fem – pionjärerna som tog plats i riksdagen" från år 2021.